# Měsíčnice vytrvalá
Měsíčnice vytrvalá (Lunaria rediviva) je planě rostoucí rostlina s květy světle fialovými vyskytující se na zastíněných a vlhkých místech.

## Rozšíření
Původem je tato rostlina evropská, vyrůstá převážně v jejím středu a v hornatých oblastech Balkánského a Apeninského poloostrova. Řídce se vyskytuje i v Pyrenejích, ve Francouzském středohoří, na Sardinii, ve Velké Británii i na jihu Skandinávie. Směrem na východ se roste až po řeku Volhu. V minulosti byla měsíčnice vytrvalá zavlečena do Severní Ameriky a na Nový Zéland. Nejraději si vybírá stanoviště ve stínu nebo polostínu, dává přednost stále vlhkým místům se zásaditým nebo neutrálním podkladem a žádá si velkou vzdušnou vlhkost. Nejčastěji je k nalezení v roklinách podhorských lesů nebo na zastíněných a provlhlých subalpínských loukách. V České republice vyrůstá na příhodných místech roztroušeně po celém území.

## Popis
Vzpřímená lodyha této vytrvalé rostliny dorůstá v závislosti na stanovišti do výše 30 až 100 cm, výjimečně i výše. Lodyha je přímá, od poloviny rozvětvená a buď celá, nebo jen v horní části chlupatá. Listy tmavě zelené barvy ve spodní části lodyhy jsou téměř vstřícné a mají řapíky, jejich čepele jsou po obvodu nepravidelně zubaté a mají srdčitý tvar. V horní části lodyhy vyrůstají střídavě přisedlé listy oválného tvaru. Po nejbližším okolí se rozrůstá pomoci svého plazivého oddenku.
Světlé fialové, vonné, oboupohlavné květy uspořádané v hroznovitém květenství mají čtyři vzpřímené kališní lístky dlouhé do 0,5 cm a čtyři ploché, vodorovně rozložené korunní lístky nehtovitého tvaru dosahující délky i 2 cm. V květu vyrůstá šest tyčinek s prašníky. Svrchní semeník je vytvořen dvěma plodolisty. Květy rozkvétají od května do července, opylovány jsou převážně motýly a čmeláky. Semena dozrávají od konce srpna, jedna rostlina jich vyprodukuje až 380. Ve volné přírodě vykvétají obvykle až pátým rokem.
Plody jsou podlouhle eliptické, silně zmáčknuté, na obou vrcholech zúžené šešulky, dlouhé až 5 cm a široké do 2 cm. Jsou podélně rozdělené střední blanitou přepážkou a visí na tenkých, převislých stopkách délky 2 cm. Šešulky mají dvě chlopně otvírající se po dozrání semen shora dolů. Plochá ledvinovitá semena tmavé barvy jsou přirostlá k přepážce a mají okřídlenou obrubu nahrazující křidélka při rozptylování semen větrem. Po oddělení chlopní a vypadnutí dobře klíčivých semen zůstávají stříbřité blanité přepážky připevněny ke stopkám. Usušené lodyhy s přepážkami šešulek se používají jako dekorace do suchých kytic.

## Ohrožení
Měsíčnice vytrvalá dlouhodobě roste v ČR poměrně řídce a je považována podle „Vyhlášky MŽP ČR č. 395/1992“ za ohrožený druh (§3) a dle „Černého a červeného seznamu cévnatých rostlin ČR z roku 2000“ za vzácnější taxon vyžadující další pozornost (C4a).

## Detaily

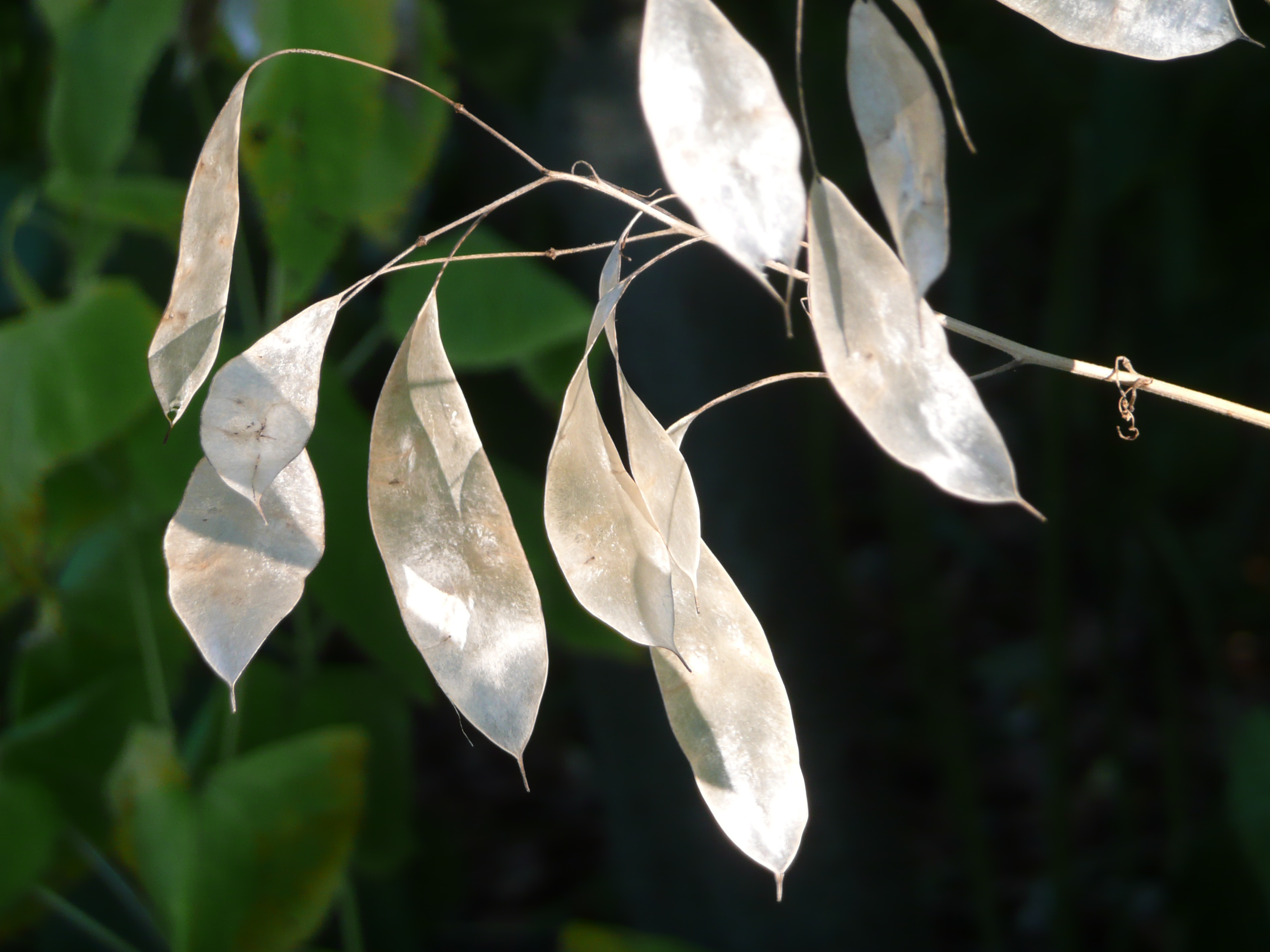
Šešule
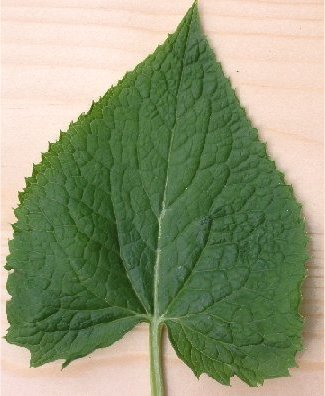
Dolní list
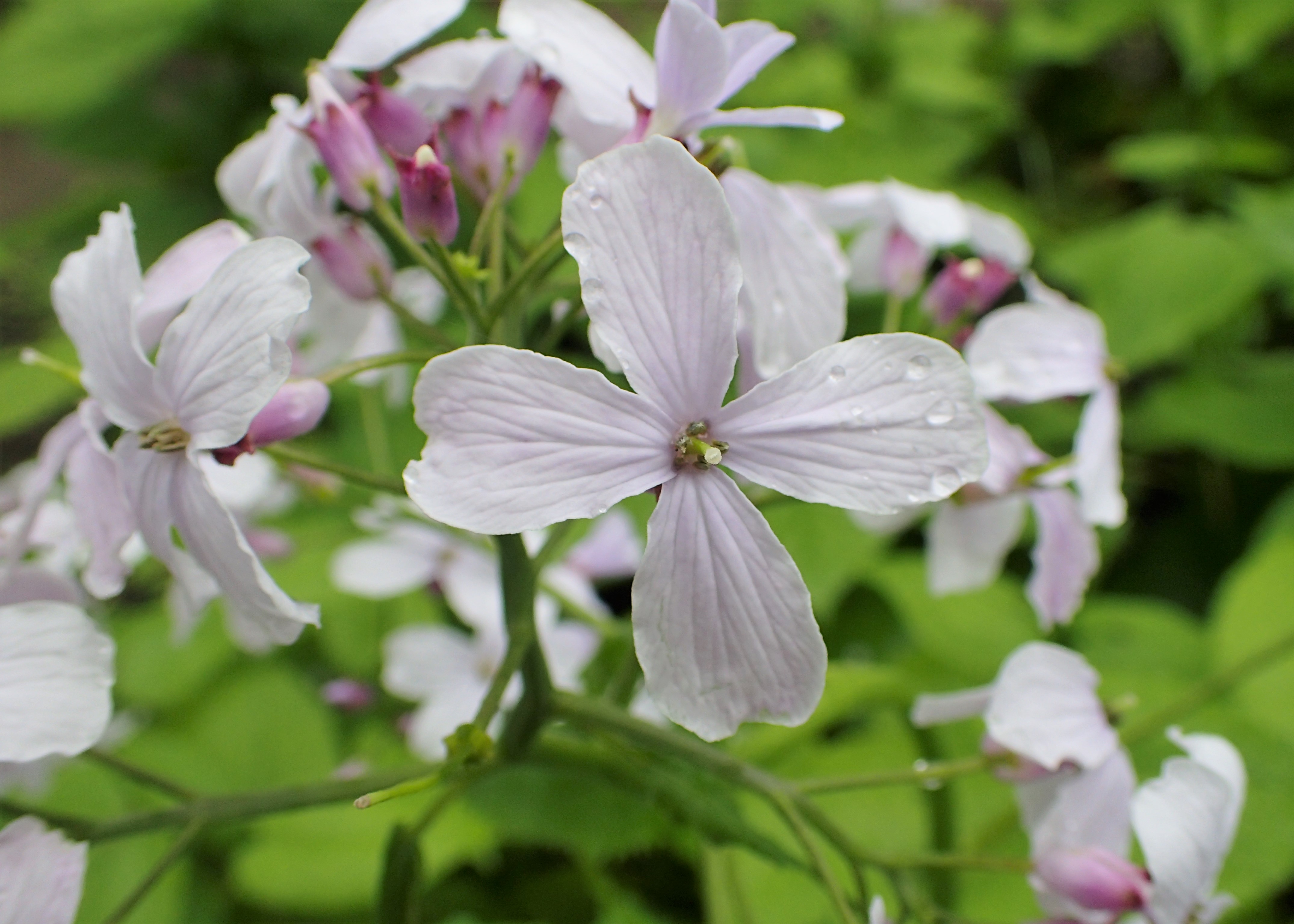
Květ